# Modern Family
Modern Family er en amerikansk tv-komedie-serie, der er skabt af Christopher Lloyd og Steven Levitan, som havde premiere på amerikansk fjernsyn d. 23. september 2009. Lloyd og Levitan fungerer som showrunnere og ledende producere under deres Levitan-Lloyd Production-firmaer. Serien er skildret i en mockumentarisk stil, hvor de fiktive karakterer taler direkte til kameraet omkring de mange oplevelser og situationer, der beskrives i serien.
Lloyd og Levitan skabte serien ud fra egne oplevelser og historier i deres egne "moderne familier." Serien startede op med meget positive anmeldelser og blev set af 12,61 millioner seere i USA. Dette gjorde at det allerede meget tidligt blev nævnt som en af store prismodtagere ved den 62. Primetime Emmy Award-uddeling. Kort tid efter, d. 8. oktober, 2009, blev det besluttet at køre serien hele sæsonen ud. Den 12. januar 2010 blev det besluttet at producere en sæson to af Modern Family.
Serien modtog positive anmeldelser fra kritikerne og modtog flere prisnomineringer. Præsident Barack Obama skulle have udtalt at serien er favorit, når han ser fjernsyn med sin familie. Serien har vundet Emmy Award i kategorierne Outstanding Comedy Series og Outstanding Supporting Actor in a Comedy Series to gange af juli 2010. Ophavsrettighederne til serien er også blevet solgt til USA Network og 10 Fox-filialer, som har premiere i efteråret 2013. Seriens succes har også gjort at serien fik en placering på en 16. plads over bedstindtjenende tv-serier i USA i 2010, da serien indtjente 9.1 mio. kroner ved hvert afsnit. Den 10. januar 2011 valgte man at producere en tredje sæson af Modern Family, som havde premiere som 1 times special-afsnit den 21. september 2011.

## Produktion

### Idéudvikling
Som Lloyd og Levitan fortalte historier til hinanden om deres familier, fik de idéen om at historierne kunne være grundlaget for en tv-serie. De begyndte at arbejde med idéen om en familie, der blev iagttaget gennem et program i form af en mockumentary. De besluttede senere at det kunne blive et show om tre relaterede familier og deres oplevelser. Serien blev oprindeligt kaldt My American Family. Oprindeligt skulle kameracrewet blive ført an af en opdigtet hollandsk filmskaber kaldet Geert Floortje, som udvekslingsstudent i teenageårene havde boet med Jays familie og havde været lun på Claire (mens Mitchell havde været lun på ham), men man valgte ikke at gå videre med denne idé. Skaberne fremlagde idéen om tv-serien til tre af de fire store tv-selskaber (de fremlagde ikke idéen for Fox, grundet de problemer Lloyd havde haft med tv-selskabet under arbejdet med Back to You). CBS, der hverken var klar til at kaste sig ud i brugen af den fremlagte filmingsmetode eller ønskede at indgå i et stort arrangement, ville ikke producere tv-serien (Welcome to the Captain og Worst Week havde brugt den angivne filmingsmetode, som begge kort tid før havde kørt på CBS, men begge kun varede en sæson). NBC, der allerede havde to tv-serier – The Office og Parks and Recreation— med en mockumentary-opsætning, besluttede at afvise serien indtil de to andre serier toppede deres popularitet. Endelig valgte ABC at optage idéen og valgte at producere en hel sæson.

### Produktion
Serien blev hurtigt en stor prioritet for ABC after pilotafsnittet blev sendt med høje seertal fra fokusgrupperne, hvilket resulterede i at selskabet bestilte 16 episoder til og tilføjede dem til 2009-2010 efterårssæsonen. Serien blev bestilt sæsonen ud d. 8. oktober 2009. Den 12. januar 2010, annoncerede direktøren for ABC Entertainment, Stephen McPherson, at Modern Family ville blive få produceret en sæson to.
En tredje sæson blev bestilt af ABC den 10. januar 2011.
Serien blev produceret grundet ophavsrettighederne af USA gennem første sæson for 8,5 mio. kroner og 10 Fox-filialer gennem anden sæson. Serien bliver vist i Storbritannien og Irland på Sky1. Serien bliver i Australien vist på Network Ten og i Danmark på TV2.
Serien havde også premiere i Indien på Star World den 4. november 2010 og blev modtaget med begejstring.
Serien bliver også vist i Sydafrika på M-net kanal 101.

### Crewet
Lloyd-Levitan Productions og 20th Century Fox Television producere serien med tv-seriens skabere, Christopher Lloyd og Steven Levitan som showrunnere og ledende producere. Lloyd og Levitan har tidligere samarbejdet vedrørende Frasier, Wings og Just Shoot Me. Det første hold af forfattere bestod af Paul Corrigan, Sameer Gardezi, Joe Lawson, Levitan, Lloyd, Dan O'Shannon, Brad Walsh, Caroline Williams, Bill Wrubel og Danny Zuker. Det første hold instruktører inkluderede Jason Winer, Michael Spiller, Randall Einhorn og Chris Koch. Winer har instrueret 19 episoder af serien, hvilket gør ham til den mest fremtrædende instruktør af serien.

## Medvirkende og figurer
Modern Family handler om tre familier, der alle er relaterede til Jay Pritchett og hans børn, Claire Dunphy og Mitchell Pritchett. Jay Pritchett (Ed O'Neill), patriarken, er blevet gift med en yngre kvinde, Gloria (Sofía Vergara), en lidenskabelig mor, som, med hjælp fra Jay, passer sin søn, Manny (Rico Rodriguez). Claire (Julie Bowen) er en hjemmegående husmor, der er gift med Phil (Ty Burrell), en ejendomsmægler, som har udråbt sig selv som en sej far; de har tre børn: Haley (Sarah Hyland), en stereotyp teenager, Alex (Ariel Winter), det kloge midter-barn og Luke (Nolan Gould), den eneste søn og den, der ikke synes at passe ind. Mitchell (Jesse Tyler Ferguson) er advokat, og ham og hans samlivspartner, Cameron (Eric Stonestreet) har adopteret en vietnamesisk baby, Lily (Aubrey Anderson-Emmons). I første sæson er de voksne skuespillere betalt i spektrum fra 170.000 kr. til 512.000 kroner pr. afsnit.
Serine har også haft adskillige tilbagevendende karakterer. Reid Ewing optrådte i flere episoder som Haleys kæreste, Dylan. Fred Willard har også gæsteoptrådt som Phils far, Frank Dunphy, som senere blev nomineret til det 62. Primetime Emmy Award i kategorien "Primetime Emmy Award for Outstanding Guest Actor in a Comedy Series", men tabte til Neil Patrick Harris' præstation i Glee. Shelley Long har optrådt i begge sæsoner som Claire og Mitchells biologiske mor og Jays ekskone, DeDe Pritchett. Nathan Lane har optrådt to gange gennem anden sæson som Cameron og Mitchells prangende ven, Pepper Saltsman.

### Familietræ
Linjer indikerer et forhold karakterne imellem som enten forældre eller ægtefæller, mens dobbeltlinjerede forbindelser indikerer skilsmisser mellem karakterne.
```
Javier Delgado === Gloria Delgado-Pritchett -----  Jay Pritchett === DeDe Pritchett    Sarah Dunphy ----- Frank Dunphy
                |                             |                   |                                   |
                |                             |                   |                                   |
                                              |                   |                                   |
                |      Fulgencio Joseph "Joe" Prichett ___________|______________                     |
                |                                     |                         |                     |
          Manny Delgado        Cameron Tucker ----- Mitchell Pritchett     Claire Dunphy  -----  Phil Dunphy   
                                    |                     |                                  |
                                    |_____________________|                     ___________________________                
                                              |                                |             |            |
                                     Lily Tucker-Pritchett                 Haley Gwendolyn Dunphy  Alex Dunphy   Lukas "Luke" Dunphy
```

## Produktion

### Idéudvikling
Som Lloyd og Levitan fortalte historier til hinanden om deres familier, fik de idéen om at historierne kunne være grundlaget for en tv-serie. De begyndte at arbejde med idéen om en familie, der blev iagttaget gennem et program i form af en mockumentary. De besluttede senere at det kunne blive et show om tre relaterede familier og deres oplevelser. Serien blev oprindeligt kaldt My American Family. Oprindeligt skulle kameracrewet blive ført an af en opdigtet hollandsk filmskaber kaldet Geert Floortje, som udvekslingsstudent i teenageårene havde boet med Jays familie og havde været lun på Claire (mens Mitchell havde været lun på ham), men man valgte ikke at gå videre med denne idé. Skaberne fremlagde idéen om tv-serien til tre af de fire store tv-selskaber (de fremlagde ikke idéen for Fox, grundet de problemer Lloyd havde haft med tv-selskabet under arbejdet med Back to You). CBS, der hverken var klar til at kaste sig ud i brugen af den fremlagte filmingsmetode eller ønskede at indgå i et stort arrangement, ville ikke producere tv-serien (Welcome to the Captain og Worst Week havde brugt den angivne filmingsmetode, som begge kort tid før havde kørt på CBS, men begge kun varede en sæson). NBC, der allerede havde to tv-serier – The Office og Parks and Recreation— med en mockumentary-opsætning, besluttede at afvise serien indtil de to andre serier toppede deres popularitet. Endelig valgte ABC at optage idéen og valgte at producere en hel sæson.

### Produktion
Serien blev hurtigt en stor prioritet for ABC after pilotafsnittet blev sendt med høje seertal fra fokusgrupperne, hvilket resulterede i at selskabet bestilte 16 episoder til og tilføjede dem til 2009-2010 efterårssæsonen. Serien blev bestilt sæsonen ud d. 8. oktober 2009. Den 12. januar 2010, annoncerede direktøren for ABC Entertainment, Stephen McPherson, at Modern Family ville blive få produceret en sæson to.
En tredje sæson blev bestilt af ABC den 10. januar 2011.
Serien blev produceret grundet ophavsrettighederne af USA gennem første sæson for 8,5 mio. kroner og 10 Fox-filialer gennem anden sæson. Serien bliver vist i Storbritannien og Irland på Sky1. Serien bliver i Australien vist på Network Ten og i Danmark på TV2.
Serien havde også premiere i Indien på Star World den 4. november 2010 og blev modtaget med begejstring.
Serien bliver også vist i Sydafrika på M-net kanal 101.

### Crewet
Lloyd-Levitan Productions og 20th Century Fox Television producere serien med tv-seriens skabere, Christopher Lloyd og Steven Levitan som showrunnere og ledende producere. Lloyd og Levitan har tidligere samarbejdet vedrørende Frasier, Wings og Just Shoot Me. Det første hold af forfattere bestod af Paul Corrigan, Sameer Gardezi, Joe Lawson, Levitan, Lloyd, Dan O'Shannon, Brad Walsh, Caroline Williams, Bill Wrubel og Danny Zuker. Det første hold instruktører inkluderede Jason Winer, Michael Spiller, Randall Einhorn og Chris Koch. Winer har instrueret 19 episoder af serien, hvilket gør ham til den mest fremtrædende instruktør af serien.

## Afsnit
| Sæson | Sæson   | Afsnit  | Oprindelig sendt   | Oprindelig sendt |
| Sæson | Sæson   | Afsnit  | Start              | Slut             |
| ----- | ------- | ------- | ------------------ | ---------------- |
|       | 1       | 24      | 23 september 2009  | 19. maj 2010     |
|       | 2       | 24      | 22. september 2010 | 25. maj 2010     |
|       | 3       | 24      |                    |                  |
|       | 4       | 24      |                    |                  |
|       | 5       | 24      |                    |                  |
|       | 6       | 24      |                    |                  |
|       | 7       | 22      |                    |                  |
|       | 8       | 22      |                    |                  |
|       | 9       | 22      |                    |                  |
|       | 10      | 22      |                    |                  |
|       | 11      | 18      |                    |                  |
|       | Special | Special | 8.april 2020       | 8.april 2020     |

Serien havde premiere i USA d. 23. september 2009 kl. 21 på kanalen ET. Kort efter, blev serien bestilt som en hel sæson med i alt 24 episoder d. 8. oktober 2009. ´Den 12. januar 2010, fik Modern Family produceret endnu en sæson af ABC. Sæson 2 havde premiere d. 22. september 2010 i det samme timeslot som i sæson 1. Halvvejs gennem anden sæson, besluttede ABC at producere en tredje sæson af serien, havde premiere den 21. september 2010 med to tilbagebliksepisoder.

### Sæson 1
- Not in my house

## Tilpasninger
- Chile: Kanalen MEGA var den første kanal i verden, som købte rettigheder til Modern Family, hvor de vil producere deres egen version af serien, med titlen Familia Moderna[41]

- Grækenland: Mega Channel købte rettighederne til Modern Family for Grækenland og Cypern og bebudede en græsk tilpasning, under navnet Moderna Oikogeneia, som havde premiere den 20. marts 2014.[42][43]

- Iran: Det Islamiske Republik Iran Broadcasting fremstillet en frame-by-frame genindspilning af Modern Family, der har overskriften Haft Sang som havde premiere den 30. juni 2014. Dog blev det homoseksuele forhold mellem Cam og Mitchell, erstattet af et heteroseksuelt forhold [44] Teenagedatteren Haley, blev i denne version, erstattet af en teenagedreng.[45] På grund af denne ændring, er Haleys kæreste Dylan erstattet af en nær ven af teenagedrengen.[46]